# St. Peter (Birkesdorf)

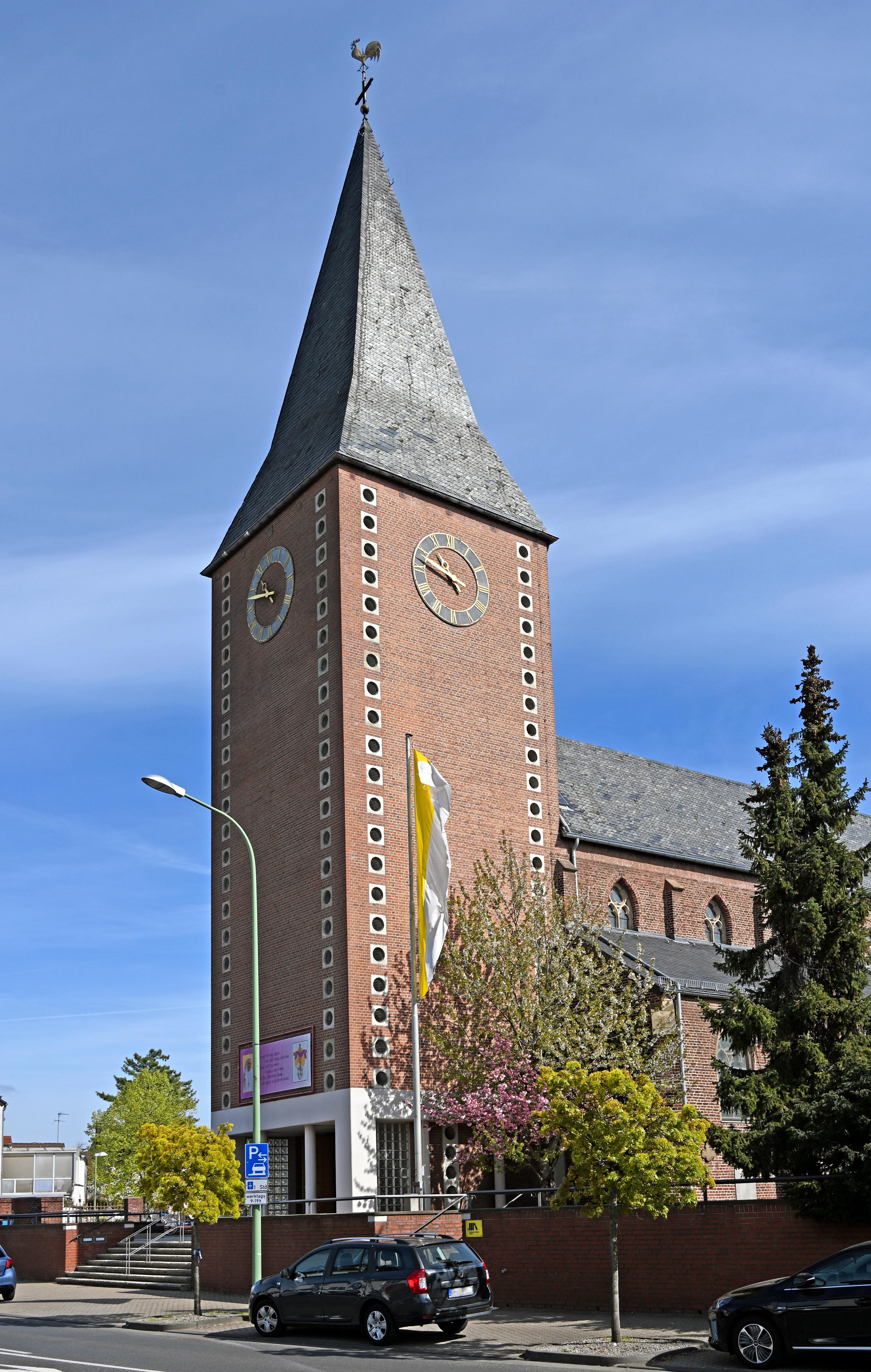
Die Kirche

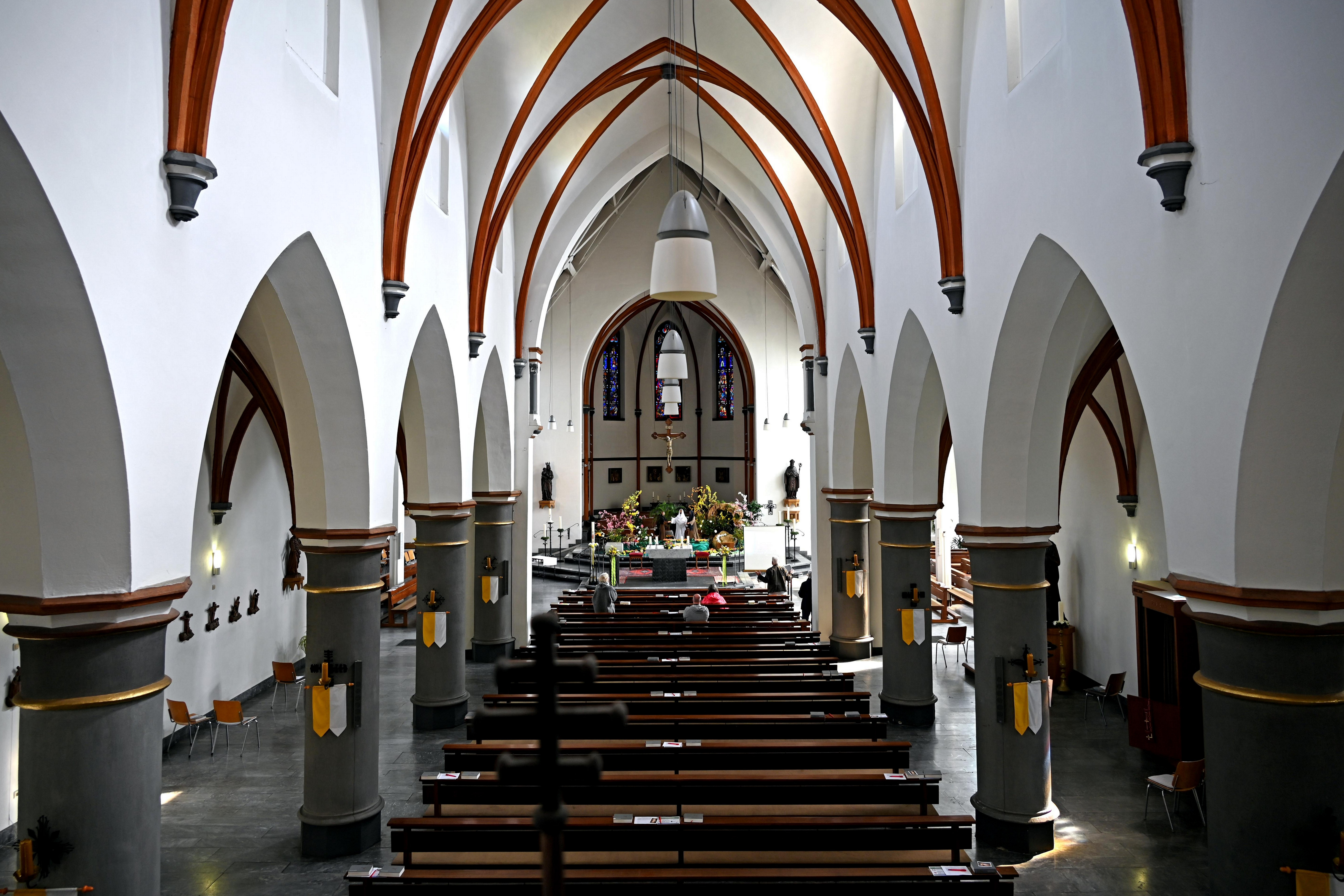
St. Peter, Blick von der Empore

St. Peter ist eine römisch-katholische Pfarrkirche im Dürener Stadtteil Birkesdorf im Kreis Düren, Nordrhein-Westfalen.
Die Kirche ist dem hl. Apostel Petrus geweiht und unter Nr. 12/1 als Baudenkmal in die Liste der Baudenkmäler in Düren eingetragen. Sie ist Pfarrkirche der am 1. Januar 2010 gegründeten Pfarre St. Joachim und St. Peter/Düren. Zur Pfarre zählt auch die Kirche St. Joachim in Düren-Nord.

## Geschichte
Im liber valoris aus dem Jahr 1308 wird erstmals eine Kirche in Birkesdorf erwähnt. Zugleich war der Ort schon eigenständige Pfarrei im Dekanat Jülich des Erzbistums Köln. Es ist aber möglich, dass schon früher eine Kirche bestanden hat. 1430 wurde eine Nikolaus-Kapelle erwähnt, die sich vor der damaligen Pfarrkirche befand.
Durch die Umstrukturierungen der Diözesen und Pfarren während der Franzosenzeit kam die Pfarre 1804 an das neu gegründete Bistum Aachen. Nach Auflösung des Bistums fiel die Pfarre wieder an die Erzdiözese Köln. Seit 1930 gehört Birkesdorf nun wieder zum Bistum Aachen.
Die Pfarre wurde zum 1. Januar 2010 aufgelöst und mit der ebenfalls aufgelösten Pfarre St. Joachim in Düren zur neuen Pfarre St. Joachim und St. Peter fusioniert. Das Birkesdorfer Gotteshaus wurde Pfarrkirche der neuen Pfarrgemeinde, die Joachimskirche Filialkirche.

## Baugeschichte
In der ersten Hälfte des 19. Jahrhunderts wurde der Bau einer neuen und größeren Kirche erforderlich, da das alte Kirchengebäude, welches sich auf dem heutigen Friedensplatz befand, zu klein geworden war. Der Kölner Architekt Vincenz Statz plante den Neubau, welcher an der Hauptstraße, heute Nordstraße, errichtet werden sollte. Am 14. September 1853 erfolgte die Grundsteinlegung und bis 1855 war das neue Gotteshaus fertiggestellt. Die feierliche Kirchweihe und Konsekration fand am 26. September 1855 durch den Kölner Weihbischof Johann Anton Friedrich Baudri statt. Die alte Kirche wurde 1855/56 abgerissen. Entstanden war eine dreischiffige und fünfjochige Basilika mit vorgebautem Glockenturm im Westen und fünfseitig geschlossenem Chor im Osten in Formen der Neugotik.
Rund 50 Jahre später war Birkesdorf durch die zunehmende Industrialisierung so stark angewachsen, dass die Kirche wieder zu klein geworden war. Somit beschloss man, die Pfarrkirche nach Osten hin zu erweitern. Mit den Planungen wurde nun der Kölner Diözesanbaumeister Franz Statz, Sohn von Vincenz Statz, betraut. Zunächst wurden der Chor und die Sakristeianbauten niedergelegt, anschließend an das Kirchenschiff ein Querschiff gesetzt und ein monumentaler neuer Chor mit Sakristeien angebaut. Die Bauarbeiten wurden im Jahr 1911 ausgeführt. Die Konsekration des Erweiterungsbaus war am 9. Juni 1912 und wurde vom Kölner Weihbischof Joseph Müller durchgeführt.
Im Zweiten Weltkrieg erlitt die Kirche starke Beschädigungen, konnte aber in den 1950er Jahren wieder in alter Form genutzt werden.
1959 fanden erste Untersuchungen für einen Umbau der Kirche statt. 1963 wurde zunächst das Querschiff, sowie die Sakristeien abgerissen und bis 1964 ein neues Querschiff sowie eine neue Sakristei erbaut. Der Glockenturm von 1853/55 wurde im Jahr 1965 abgerissen und durch den heutigen Turm ersetzt. Die Pläne zu den tiefgreifenden Umbaumaßnahmen lieferte der Rheydter Architekt Alfons Leitl. Ende 1967 waren alle Baumaßnahmen abgeschlossen und die Kirche konnte vollständig genutzt werden. Die Einweihung der umgebauten Kirche verbunden mit der Konsekration des neuen Altares war am 1. Mai 1967.

## Baubeschreibung

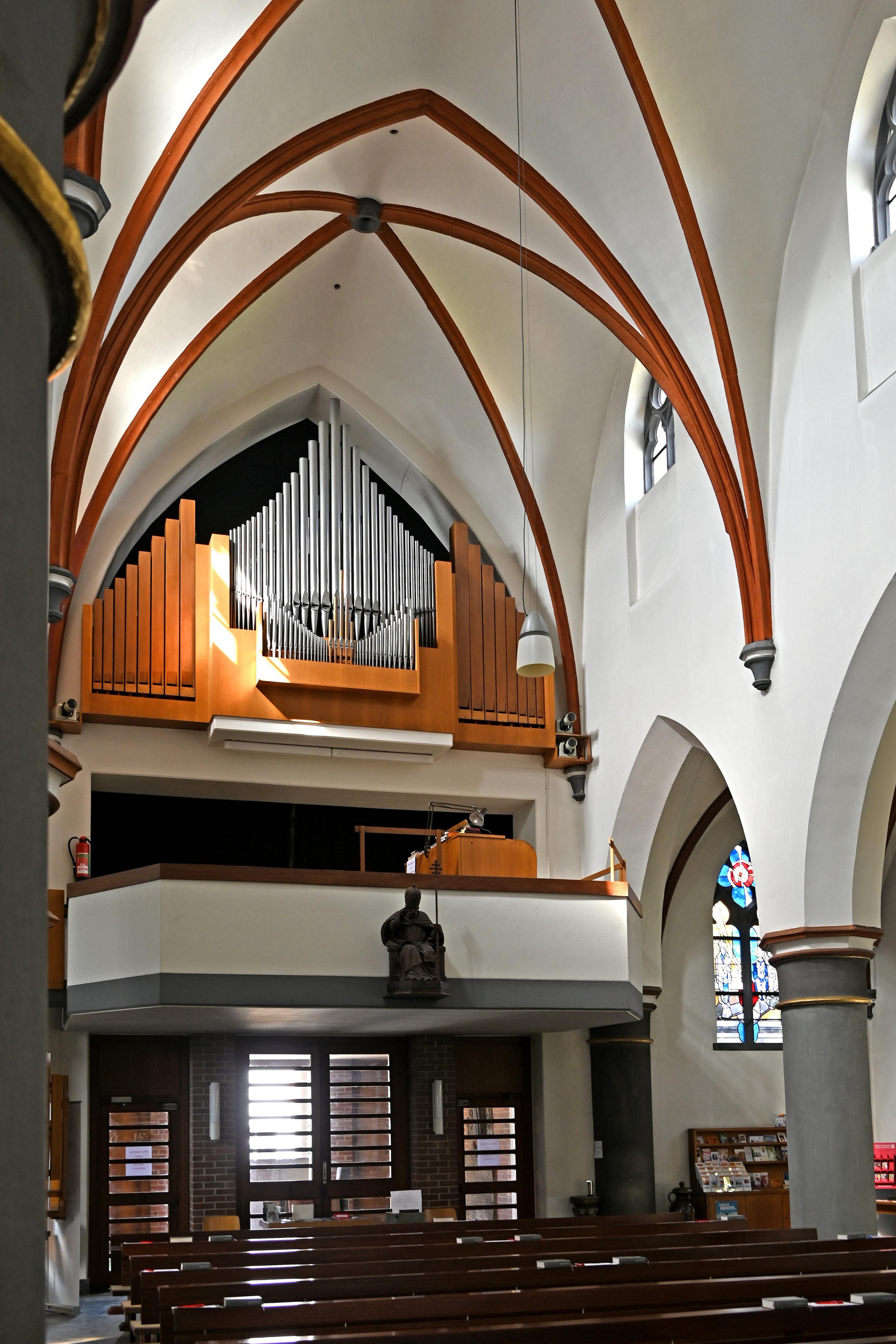
Empore mit Orgel (Karl Bach 1967)

St. Peter ist eine dreischiffige Basilika aus Backsteinen mit einem fünfjochigen Langhaus im Stil der Neugotik (1853/55), einem vorgebauten Glockenturm im vierseitiger Turmhaube in modernen Formen (1965), einem dreijochigen Querhaus in modernen Formen (1963/64) und einem einjochigen und fünfseitig geschlossenen Chor im Osten im neugotischen Stil (1911). Die neugotischen Gebäudeteile werden von Kreuzrippengewölben überspannt, die Fenster dieser Teile besitzen zweibahniges Maßwerk.

## Ausstattung
Von der historischen Ausstattung hat sich kaum etwas erhalten. Lediglich die hölzerne Mensa des alten Hochaltares im Chor aus dem 19. Jahrhundert, das Triumphkreuz, der Taufstein aus 1855 und einige Heiligenfiguren aus Holz sind von der neugotischen Ausstattung erhalten geblieben. Altar und Ambo stammen aus 1996, der Tabernakel und Seitenaltar wurden wahrscheinlich in den 1960er Jahren angefertigt. Besonderes Ausstattungsstück ist eine Figur der Madonna von Fatima, welche in den 1950er Jahren durch die Pfarreien des Bistums Aachen gefahren wurde und schließlich ihren Platz in Birkesdorf fand.
Die Buntglasfenster im Chor schuf Walther Hugo Brenner 1967. Die großflächigen Fenster im Querschiff sind Werke des Alsdorfer Glasmalers Ludwig Schaffrath von 1964/65 und die Fenster der Seitenschiffe sind Werke von Georg Jansen-Winkeln aus dem Jahr 1996. Die Ausführung aller Fenster lag in Händen der Linnicher Glasmalereiwerkstatt Dr. H. Oidtmann.

## Glocken
Im Kirchturm befindet sich ein fünfstimmiges Geläut aus Bronze-Glocken der Eifeler Glockengießerei Mark aus Brockscheid.
| Nr. | Name        | Gussjahr | Gießer                                                   | Durchmesser (mm) | Gewicht (kg, ca.) | Schlagton (HT-1/16) | Inschrift |
| --- | ----------- | -------- | -------------------------------------------------------- | ---------------- | ----------------- | ------------------- | --- |
| 1   | Michael     | 1979     | Johannes Mark, Eifeler Glockengießerei Mark, Brockscheid | 1490             | 2010              | des' -11            | ST. MICHAEL BIN ICH GEWEIHT - ICH RUFE DIE LEBENDEN UND BEKLAGE DIE TOTEN.                                                      |
| 2   | Maria       | 1979     | Johannes Mark, Eifeler Glockengießerei Mark, Brockscheid | 1315             | 1390              | es' -8              | SALVE REGINA. MARIA IN FATIMA: AM ENDE WIRD MEIN UNBEFLECKTES HERZ TRIUMPHIEREN.                                                |
| 3   | Petrus      | 1979     | Johannes Mark, Eifeler Glockengießerei Mark, Brockscheid | 1165             | 996               | f' -8               | HEILIGER PETRUS, BESCHÜTZE DIE DIR ANVERTRAUTE GEMEINDE. DU BIST DER FELS, UND AUF DIESEN FELSEN WERDE ICH MEINE KIRCHE BAUEN.  |
| 4   | Anna        | 1979     | Johannes Mark, Eifeler Glockengießerei Mark, Brockscheid | 985              | 612               | as' -7              | SANKT ANNA, DER SCHUTZHERRIN DES DÜRENER LANDES BIN ICH GEWEIHT. HEILIGE MUTTER ANNA, BITTE FÜR UNS!                            |
| 5   | Schutzengel | 1979     | Johannes Mark, Eifeler Glockengießerei Mark, Brockscheid | 875              | 429               | b' -7               | IHR HEILIGEN SCHUTZENGEL, GELEITET UND BEHÜTET UNS UND UNSERE KINDER. HEILIGER SCHUTZENGEL MEIN, LASS MICH DIR ANBEFOHLEN SEIN. |

Motiv: Veni, Creator, Spiritus

## Pfarrer
Folgende Pfarrer wirkten bislang als Seelsorger an St. Peter:
| von – bis | Name                                |
| --------- | ----------------------------------- |
| 1721–1733 | Petrus Veiht                        |
| 1733–1765 | Johann Gerhards                     |
| 1765–1798 | Johann Heinrich Axer                |
| 1798–1806 | Johann Peter Schnitzler             |
| 1806–1817 | Bernhard Anton Franz de Girgi       |
| 1817–1868 | Franz Joseph Roderburg              |
| 1868–1870 | Lambert Krichel                     |
| 1870–1893 | Johann Peter Jansen                 |
| 1893–1905 | Peter Joseph Straaten               |
| 1905–1906 | Friedrich Franz Josef Effmann       |
| 1906–1925 | Franz Heinrich Hüpgens † 06.01.1934 |
| 1925–1944 | Georg Maria Rody † 09.04.1944       |
| 1944–1959 | Bernhard Freischheim † 21.08.1959   |
| 1959–1979 | Wilhelm Leuchtenberg † 17.01.2002   |
| 1980–2011 | Bernd Naphausen                     |
| Seit 2011 | Norbert Glasmacher                  |